# 아르타
아르타(산스크리트어: अर्थ)는 인도 철학에서 푸루샤르타(인간 삶의 네 가지 목표) 중 하나이다. 아르타라는 단어는 문맥에 따라 문자 그대로 "의미, 의미, 목표, 목적 또는 본질"로 번역된다. 아르타는 또한 힌두교, 불교, 자이나교의 경전에서 더 넓은 개념을 내포한다. 하나의 개념으로 여러 가지 의미를 내포하며, 모두 "삶의 수단", 원하는 상태에 있게 하는 활동 및 자원을 의미한다.
아르타는 개인과 정부 모두에 적용된다. 개인의 맥락에서 아르타는 부, 경력, 생계를 유지하기 위한 활동, 재정적 안정 및 경제적 번영을 포함한다. 아르타의 적절한 추구는 힌두교에서 인간 삶의 중요한 목표로 간주된다. 정부 수준에서 아르타는 사회적, 법적, 경제적 및 세속적 문제를 포함한다. 적절한 아르타샤스트라는 정부의 중요하고 필요한 목표로 간주된다.
힌두 전통에서 아르타는 다르마(유덕하고 적절한 도덕적 삶), 카마(즐거움, 관능, 정서적 성취) 및 모크샤(해방, 해방, 자아실현)와 같은 인간 삶의 세 가지 다른 측면 및 목표와 연결되어 있다. 이 네 가지 상호 배타적이지 않은 삶의 목적을 푸루샤르타라고 한다.

## 같이 보기
- 다르마
- 카마
- 모크샤
- 푸루샤르타
- 아르타샤스트라
- 르타
- 카르마
- 차이타냐 차리탐리타